# Zanthoxylum acunai
Zanthoxylum acunai är en vinruteväxtart som beskrevs av Brother Alain. Zanthoxylum acunai ingår i släktet Zanthoxylum och familjen vinruteväxter. Inga underarter finns listade i Catalogue of Life.